# Швајцарска чоколада
Швајцарска чоколада (фр. chocolat suisse, итал. cioccolato svizzero) је чоколада произведена у Швајцарској. Швајцарске чоколаде су стекле међународну репутацију за висок квалитет са многим познатим међународним брендовима чоколаде.
Швајцарска је посебно позната по својој млечној чоколади, најконзумиранијој врсти чоколаде. Године 1875, швајцарски посластичар, Данијел Петер, развио је прву чврсту млечну чоколаду користећи кондензовано млеко, које је изумео Анри Нестле, Петеров комшија у Вевеју.
Поред млека, за прављење најпопуларнијих чоколадних плочица користи се широк спектар састојака осим какаа. Ту се посебно убрајају ораси (углавном лешници и бадеми) и сушено воће (суво грожђе).

## Историја
У 17. веку је почела прерада чоколаде у Швајцарској. У 18. веку чоколада се производила само у неколико области, као што је Тичино .
Почетком 19. века појавиле су се прве механизоване фабрике чоколаде, све у западној Швајцарској. Међу пионирима индустрије били су Франсоа-Луј Кајлер, Филип Сушар и Шарл-Амеде Колер.
У другој половини 19. века, швајцарска чоколада је почела да се шири у иностранство. Уско повезан са овим био је проналазак млечне чоколаде од стране Данијела Петера у Вевеју и проналазак конширања од стране Родолфа Линда. Већина великих фабрика чоколаде основана је у 19. и почетком 20. века.

## Структура индустрије
1901. године, швајцарски произвођачи чоколаде створили су Union libre des fabricants suisses de chocolat. Године 1916, ово је подељено на Chambre syndicale des fabricants suisses de chocolat и Convention chocolatière suisse. Бивши „Chambre syndicale“ (данас Chocosuisse) штити интересе швајцарских произвођача чоколаде. „Конвенција чоколаде“ фокусирала се на квалитет чоколаде и тежила је јединственој стратегији цена. Конвенција је распуштена 1994. године.

## Туризам
Неколико фабрика су такође постали туристичке атракције јер укључују вођене туре и музеје чоколаде. Неки од највећих су Линдт дом чоколаде у Килхбергу, Мезон Кајер у Броку и Маестранијев чоколадеријум у Флавилу.

## Спољни линкови
- Swiss chocolate in the Culinary Heritage of Switzerland
- Chocosuisse: Union of Swiss Chocolate Manufacturers
- Information about Swiss Chocolat:www.swissworld.org Архивирано на веб-сајту  (20. март 2015)
- Annual International Chocolatiers and Chocolate Fair